# Зигановка (Ишимбайский район)
Зигановка (баш. Егән) — деревня в Ишимбайском районе Башкортостана, входит в состав Макаровского сельсовета.

## Происхождение названия
Получила название из-за реки Зиган.

## Население
| 2002 | 2009 | 2010 |
| ---- | ---- | ---- |
| 79   | ↘59  | ↗139 |

## Улицы
- Береговая
- Речная
- Центральная

## Соседние деревни
Ближайшие сёла и деревни: Береговка, Ивановка, Макарово (до него 7 км). С Береговкой и Ивановкой практически слиты (также считается, что эти деревни — это и есть Зигановка, а названия Зигановка, Береговка и Ивановка — это лишь «микрорайоны»).

## Образование
Дети учатся в интернате Макаровской средней школы.

## Известные уроженцы
- Стариков, Владимир Николаевич (15 января 1940 — 28 апреля 2007) — советский российский физик, доктор физико-математических наук (1988), профессор (1990), Действительный член Нью-Йоркской академии наук.
- Чеботарёв, Вячеслав Михайлович (род. 1954) — Заслуженный юрист Российской Федерации, прокурор Владимирской области (2005—2013).